# Albert Eloy (1892-1947)
Albert Eloy (Carnin, 17 aprile 1892 – Anor, 7 gennaio 1947) è stato un calciatore francese, di ruolo attaccante.

## Carriera

### Club
Ha vinto il campionato francese con l'Olympique Lillois nel 1914. Nel 1919 divenne medico militare per Anor.

### Nazionale
Debutta in nazionale il 9 marzo 1913 nell'amichevole vinta fuori casa per 1-4 contro la Svizzera, dove mette a segno una doppietta. Gioca l'ultima partita con la sua Nazionale l'8 febbraio 1914 nella sconfitta fuori casa per 5-4 contro il Lussemburgo.

## Statistiche

### Cronologia presenze e reti in Nazionale
| Cronologia completa delle presenze e delle reti in nazionale ― Francia | Cronologia completa delle presenze e delle reti in nazionale ― Francia | Cronologia completa delle presenze e delle reti in nazionale ― Francia | Cronologia completa delle presenze e delle reti in nazionale ― Francia | Cronologia completa delle presenze e delle reti in nazionale ― Francia | Cronologia completa delle presenze e delle reti in nazionale ― Francia | Cronologia completa delle presenze e delle reti in nazionale ― Francia | Cronologia completa delle presenze e delle reti in nazionale ― Francia |
| Data                                                                   | Città                                                                  | In casa                                                                | Risultato                                                              | Ospiti                                                                 | Competizione                                                           | Reti                                                                   | Note                                                                   |
| ---------------------------------------------------------------------- | ---------------------------------------------------------------------- | ---------------------------------------------------------------------- | ---------------------------------------------------------------------- | ---------------------------------------------------------------------- | ---------------------------------------------------------------------- | ---------------------------------------------------------------------- | ---------------------------------------------------------------------- |
| 9-3-1913                                                               | Ginevra                                                                | Svizzera                                                               | 1 – 4                                                                  | Francia                                                                | Amichevole                                                             | 2                                                                      |                                                                        |
| 8-2-1914                                                               | Lussemburgo                                                            | Lussemburgo                                                            | 5 – 4                                                                  | Francia                                                                | Amichevole                                                             | -                                                                      |                                                                        |
| Totale                                                                 |                                                                        | Presenze                                                               | 2                                                                      |                                                                        | Reti                                                                   | 2                                                                      |                                                                        |

## Palmarès

### Club

#### Competizioni nazionali
- Campionato francese di calcio dell'USFSA: 1

Olympique Lillois: 1913-1914
- Trophée de France: 1

Olympique Lillois: 1914